# Гранд-отель (Кисловодск)
Здание «Гранд-отеля» — достопримечательность в Кисловодске, Ставропольский край, Россия. Пятиэтажное здание в стиле модерн, расположенное на Курортном бульваре, рядом с Нарзанной галереей и напротив Октябрьских нарзанных ванн, по адресу Курортный бульвар, д. 19 / пр-т Карла Маркса, д. 1. Здание было построено в 1903—1905 годах как казённая гостиница. В настоящее время в нём расположен первый корпус санатория «Нарзан», оно является объектом культурного наследия регионального значения.

## История
Инициатором постройки «Гранд-отеля» выступил министр земледелия и государственных имуществ А. С. Ермолов, посетивший западноевропейские курорты, заметивший в 1898 году, что там имеются комфортабельные «Гранд-отели» с умеренными ценами, и указавший директору Кавказских Минеральных Вод (КМВ) В. В. Хвощинскому построить такой в КМВ.
В качестве места строительства был выбран длинный участок около вокзала, вдоль Голицынского проспекта (ныне проспект Карла Маркса), в западной части которого с 1895 года размещались Скальковские нарзанные ванны. В 1902 год архитектором И. И. Зелинским был разработан первоначальный проект «Гранд-отеля», который включал в себя гостиницу на 200 номеров, ресторан и новые нарзанные ванны с предварительной сметой в 400 тысяч рублей.
Было объявлен поиск состоятельного предпринимателя, который за собственный счет возведёт казенную гостиницу на указанном участке и по заданному проекту. В качестве такового был выбран курский купец К. Ф. Тахтамиров, внёсший 10 тысяч рублей за 50-летнюю аренду участка под гостиницу.
Строительство происходило в 1903—1905 годах. Со стороны КВМ строительством «Гранд-отеля» руководил инженер А. Н. Клепинин, который по просьбе Тахтамирова расширил размеры здания и внёс в проект значительные изменения. Помимо 200 номеров в «Гранд-отеле» разместились 13 магазинов, 10 ванн, билетные кассы, бильярдная, кинематограф и другое.
В 1907 году в отеле был открыт физиотерапевтический институт «Азау». В 1910 году напротив отеля были построены торговые ряды, выполненные предположительно по проекту архитектора Э. Б. Ходжаева. В 1912 году, после смерти Татамирова, гостиница перешла его вдове Е. В. Тахтамировой. В 1917 году в гостинице проживал композитор С. С. Прокофьев, написавший в ней несколько произведений. Также в гостинице проживали многие артисты, выступавшие в расположенном по соседству Курзале.
В 1918 году в «Гранд-отеле» проживали семьи деятелей местных совета депутатов и чрезвычайной комиссии. Во время Гражданской войны гостиница была национализирована и стала пансионатом на 182 номера. В 1923 году в нём проживала танцовщица Айседора Дункан, а в 1927 году — поэт В. В. Маяковский.
Во время Второй мировой войны в здании располагался военный госпиталь, а после войны — «санаторий повышенного типа» на более 300 коек. В 1948 году в санатории был проведён капитальный ремонт, здание было частично перестроено. В настоящее время в нём находится первый спальный корпус санатория «Нарзан».
В 1981 году решением исполнительного комитета Ставропольского краевого совета народных депутатов № 702 ванны были признаны памятником архитектуры местного значения, позднее — объектом культурного наследия России регионального значения как памятник градостроительства и архитектуры.